# Elektriciteitscentrale Jänschwalde
De Jänschwalde elektriciteitscentrale is een bruinkoolgestookte thermische centrale vlak bij het dorpje Jänschwalde in Brandenburg,  Duitsland. De centrale heeft een capaciteit van 3000 megawatt, onderverdeeld in 6 eenheden van 500 MW. Het is de grootste actieve bruinkoolcentrale van Duitsland. LEAG, dochteronderneming van het Tsjechisch energiebedrijf EPH, is de eigenaar. Vattenfall verkocht de centrale in 2016.
De centrale werd gebouwd tussen 1976 en 1989, met voornamelijk verouderde Oost-Duitse technologie. De centrale is de 5de meest vervuilende van Europa, volgens het WWF. De centrale stoot ook het meeste CO2 (25,02 miljoen ton) uit van alle elektriciteitscentrales in Duitsland.
De centrale betrekt zijn bruinkool uit de nabijgelegen dagbouwontginningen van Jänschwalde en Cottbus-Nord. Op volle capaciteit gebruikt de centrale 80.000 ton bruinkool per dag.
De drie 300m-hoge schoorstenen zijn niet meer in gebruik sinds de modernisering van de centrale in de jaren 90. Wegens plaatsgebrek is opblazen niet mogelijk. Er werd een uniek systeem ontworpen om de schoorstenen geleidelijk af te breken tot een hoogte van 50m. Deze taak was in 2007 afgerond.
Vattenfall heeft in september 2015 alle Duitse bruinkoolcentrales, inclusief mijnen, in de verkoop gedaan. Het verkoopproces werd in 2016 afgerond.
| blok | bruto vermogen (MW) | in gebruiksname | status                |
| ---- | ------------------- | --------------- | --------------------- |
| A    | 500                 | 1981            |                       |
| B    | 500                 | 1982            |                       |
| C    | 500                 | 1984            |                       |
| D    | 500                 | 1985            |                       |
| E    | 500                 | 1987            | buiten bedrijf (2019) |
| F    | 500                 | 1989            | buiten bedrijf (2018) |